# Confort-Meilars
 Confort-Meilars  (en bretón Koñforzh-Meilar) es una población y comuna francesa, situada en la región de Bretaña, departamento de Finisterre, en el distrito de Quimper y cantón de Pont-Croix.

## Demografía
| 670 | 635 | 601 | 695 | 727 | 747 |
| Para los censos de 1962 a 1999 la población legal corresponde a la población sin duplicidades (Fuente: INSEE [Consultar]) |     |     |     |     |     |